# João Aurélio
João Miguel Coimbra Aurélio (Beja, 17 de Agosto de 1988) é um jogador de futebol português, actualmente no clube Nacional da Madeira, depois das passagens pelo Despertar Sporting Clube, Desportivo de Beja, Vitória de Guimarães e Penalva do Castelo.. Com 1,85 m de altura e pesando 75 kg, é considerado por muitos "o próximo Simão Sabrosa". João Aurélio foi convocado diversas vezes para a selecção portuguesa Sub-21.